# 偵探俱樂部
《偵探俱樂部》是日本作家東野圭吾的短篇推理小說集。1990年祥傳社以《少女委托人》為題發行了新書判，1996年發行文庫版時改為現在的標題，2005年由角川文庫再版。
本書描述了一個只招收政商名流為VIP會員，為他們提供專屬偵查服務的調查機構組織。主要角色是一個擁有和日本人不相似的深邃五官的30多歲的男偵探，和一個擔任偵探助手的20多歲的美女。該調查機構的會員們都稱呼該組織為「偵探俱樂部」。

## 出版書籍
| 出版社       | 出版日期       | 格式   | 頁數  | ISBN                   | 譯者   |
| ------------ | -------------- | ------ | ----- | ---------------------- | ------ |
| 祥傳社       | 1990年4月25日  | 新書判 | 222頁 | ISBN 978-4-39-620319-1 | 不適用 |
| 祥傳社       | 1996年6月      | 文庫本 | 330頁 | ISBN 978-4-39-632504-6 | 不適用 |
| 角川書店     | 2005年10月25日 | 文庫本 | 302頁 | ISBN 978-4-04-371802-3 | 不適用 |
| 朝鮮 (地區)  | 2010年10月12日 | 平裝書 | 408頁 | ISBN 978-890-111283-1  |        |
| 皇冠文化     | 2011年9月19日  | 平裝書 | 272頁 | ISBN 978-957-332-833-9 | 王蘊潔 |
| 南海出版公司 | 2012年12月15日 | 平裝書 | 217頁 | ISBN 978-754-426080-0  | 李盈春 |

### 改編漫畫
2006年宙出版 的漫畫雜誌名為「東野圭吾ミステリー 探偵倶楽部」，收錄了七篇東野圭吾的短篇作品，《偵探俱樂部》的五個短篇都收錄在其中。部分漫畫家改作的作品之後也被收錄在秋田書店不同的漫畫期刊中。
| 標題           | 漫畫家   | 出版社                        | 期刊                         | 出版日期        | 書籍編碼               |
| -------------- | -------- | ----------------------------- | ---------------------------- | --------------- | ---------------------- |
| 偽裝之夜       | 花村榮子 | 宙出版                        | ミッシィコミックス           | 2006年7月       | ISBN 978-4-77-672003-4 |
| 偽裝之夜       | 花村榮子 | 秋田書店                      | Suspiria Mystery 2009年7月号 | 2009年5月24日   | ASIN B00287GONA        |
| 陷阱中         |          | 宙出版                        | ミッシィコミックス           | 2006年7月       | ISBN 978-4-77-672003-4 |
| 陷阱中         | 秋田書店 | Suspiria Mystery 2009年11月号 | 2009年9月24日                | ASIN B002N2RB46 |                        |
| 少女委託人     |          | 宙出版                        | ミッシィコミックス           | 2006年7月       | SBN 978-4-77-672003-4  |
| 偵探的使用方法 |          | 宙出版                        | ミッシィコミックス           | 2006年7月       | ISBN 978-4-77-672003-4 |
| 玫瑰與匕首     |          | 宙出版                        | ミッシィコミックス           | 2006年7月       | ISBN 978-4-77-672003-4 |
| 玫瑰與匕首     | 秋田書店 | Suspiria Mystery 2009年7月号  | 2009年5月24日                | ASIN B00287GONA |                        |

## 故事簡介
本書中收錄了五篇偵探俱樂部經手的案件，每篇都是標準的本格之作。

### 偽裝之夜
- 原題：

大型超市的社長正木藤次郎為自己的生日舉行生日派對。在派對上，要求離婚的藤次郎第二任妻子拿著簽了名的離婚協議書到來了。為了使派對能如常繼續下去，藤次郎於是中途離席。
但之後，前去叫唤藤次郎的秘書成田和準備和藤次郎結婚的第三任妻子江里子，以及擔任副社長的女婿高明卻發現了藤次郎上吊的屍體。
想要得到保險金的江里子，為保住家族顏面並獲得遺產和公司實權的高明，以及暗里和江里子計劃讓藤次郎自然死亡的成田，三人各懷鬼胎，為了偽裝藤次郎的死而達成了意見共識。但不料事態卻向著意外的方向發展。

### 陷阱中
- 原題：

大型地產公司社長山上孝三在家中的浴缸裏觸電身亡，雖然警方判定是傭人利用電源線的有預謀犯罪，但孝三的妻子道代則對丈夫入浴的次序和平時不一樣感到疑惑，於是委託偵探俱樂部調查…。

### 少女委託人
- 原題：

的場陽助的女兒美幸從學校的網球部練習回家時發現家中來了警察，而母親的屍體被發現躺臥在二樓。事件發生後，美幸感覺大家的樣子都很奇怪，於是從父親陽助的地址簿裡找出偵探俱樂部的聯絡方式，委託他們代為調查…

### 偵探的使用方法
- 原題：

兩位人妻共同串謀殺夫，利用了偵探俱樂部製造假證據，最後遭偵探俱樂部識破並揭發。

### 玫瑰與匕首
- 原題：

和英大學教授大原泰三的小女兒由里子未婚懷孕，盛怒的泰三逼由里子說出孩子的父親，但由里子卻絕口不提。無奈下泰三委託偵探俱樂部查出讓由里子懷孕的男人是誰。這時泰三的大女兒直子卻在家裡被殺害了……

## 電視劇

### 少女委託人
改編自《偵探俱樂部》〈少女委託人〉的單元劇〈多摩南署敲打刑警・近松丙吉〉於東京電視台「週三推理9」時段播出，播出日期為2003年11月26日。

### 主演
- 的場妙子：山口伊津實（日语：山口いづみ (女優)）
- 的場陽助：佐藤B作（日语：佐藤B作）
- 大塚典子：美保純（日语：美保純）
- 的場美幸：麗奈（日语：麗奈 (女優)）
- 佐伯加奈：大久保綾乃（日语：大久保綾乃）

### 其他演員
春木美佐世、西山道廣、片岡弘貴、加藤大祐、三田篤子、千野弘美、鶴岡瑞希、花原照子、唐木千咲、鈴木博實、龜山助青、川端槇二、松阪隆子、來須修二、村野友美、中谷由香、高梨望渡子、大塚洋、椎場辰朗、荒金真太郎

### 製作人員
- 原作：東野圭吾《偵探俱樂部》（角川文庫）
- 劇本：西村武
- 導演：中山史郎（日语：中山史郎）
- 副導演：畠山典久
- 攝影：川田萬里
- 錄音：菊地啓太
- 編輯：宮崎清春
- 選曲：矢部公英
- 效果：北澤亨
- 藝術總監：村上輝彦
- 美術進行：町山充洋
- 特技：大道寺俊典
- 音樂協助：東京電視台音樂（日语：テレビ東京ミュージック）

### 偽裝之夜
改編自《偵探俱樂部》的〈偽裝之夜〉，2010年10月22日的富士新聞網「週五Prestige」時段播放，為「東野圭吾連續劇特別篇」中的其中1集單元劇。收視率12.2%。

### 主演
- 二階堂匠：谷原章介
- 漆原梢：松下奈緒
- 成田真一：葛山信吾
- 島津江里子：伊藤裕子
- 正木友弘：鈴木亮平
- 草野麻子：宮地真緒
- 黑川美智留：矢澤心
- 山口（財務大臣）：中丸新將
- 飯島徳子：山口美也子
- 正木藤次郎：黑部進
- 正木高明：升毅
- 正木涼子：床嶋佳子
- 正木文江：田島令子
- 漆原梢的房東：田口主將
- 漆原梢的討債人：加賀谷圭、將宗史朗
- 賽馬投注人：赤星昇一郎
- 花菱會幹部：伊藤洋三郎

### 其他演員
- 鈴木麻衣花、志賀圭二郎、小柳友貴美、古川智志、豐田孝治、岩本悠介、石黑久也、近藤淳子、一木美名子　等

### 製作人員
- 原作：東野圭吾《偵探俱樂部》（角川文庫刊）
- 劇本：深澤正樹
- 導演：水谷俊之
- 攝影：志賀葉一
- 選曲：石井和之
- 音響效果：SPOT
- 技術協助：Video Focus
- 美術協助：KHK ART
- 特技動作：高瀨將嗣
- 製作協助：國際放映
- 企劃：金井卓也、太田大
- 製作人：菅井敦、井上龍太（Horipro）
- 制作：富士電視台
- 發行：Horipro

## 外部連結
- （日語）テレビドラマデータベース：東野圭吾ドラマスペシャル　探偵倶楽部 （页面存档备份，存于）